# Rock cubain
Le rock cubain désigne le rock interprété par des groupes et artistes cubains.

## Histoire

### Prémices
L’interaction musicale entre Cuba et les États-Unis est très ancienne. Dès le XVIIIe siècle, sous la domination espagnole de la Louisiane (1763-1803), les orchestres de La Havane offraient des concerts à la Nouvelle-Orléans. Au début du XXe siècle, les premiers groupes de jazz commencent à être créés à Cuba dans le style des groupes nord-américains. Le groupe de jazz Sagua est formé à Sagua la Grande en 1914 par Pedro Stacholy (chef d'orchestre et piano). Le groupe joue pendant 14 ans au Teatro Principal de Sagua.
Le Cuban Jazz Band est formé en 1922 par Jaime Prats à La Havane, mais des groupes plus anciens existaient manifestement. En 1924, Moisés Simons (piano) forme un orchestre qui jouait sur la terrasse de l'hôtel Plaza à La Havane, composé de piano, violon, deux saxophones, banjo, contrebasse, batterie et timbales. Au cours des années 1930, plusieurs groupes jouent du jazz à La Havane, tels que Armando Romeu, Isidro Pérez, Chico O'Farrill et Germán Lebatard

### Années 1950
La forte influence de la musique américaine sur la jeunesse cubaine mène à l'émergence de groupes et artistes de rock 'n' roll à Cuba au cours des années 1950. De nombreux artistes cubains de cette époque reprennent des chansons nord-américaines traduites en espagnol, de la même manière de ce qui se produisait au Mexique.
Le lancement du quatuor Los Llopis représente l’entrée dans une nouvelle étape de la musique cubaine, la génération et l’amplification du son à travers des ressources électroniques. Le répertoire de Los Llopis consiste en un mélange de morceaux américains et de rock 'n' roll, comme Hasta la vista cocodrilo (See You Later, Alligator) et Allegas del Reloj (Rock Around the Clock de Bill Haley), avec d’autres morceaux cubains d'américains d'origine hispanique, tels que Goza mi guaracha, Maquinolandera, et La Pollera colorá. Les Llopis obtiennent également le succès en Espagne, où ils s'installeront pendant quelques années.
En 1959, Luisito Bravo fait irruption dans la scène musicale cubaine, avec des chansons comme Oh Carol de Neil Sedaka et Tiernamente, la version espagnole de Surrender (Torna a Surriento) d'Elvis Presley. Il est suivi par d'autres artistes tels que Rogelio Sanzarini et Jorge Bauer, ainsi que par des groupes comme Bill Haley and His Comets, comme The Satellites d'Antonio Romeu et le groupe de Tony Taño.

### Années 1960
Le quatuor vocal Los Zafiros est un autre groupe à succès du début des années 1960. Fondé en 1961, il est influencé par le style doo-wop des Platters, The Diamonds et d’autres groupes nord-américains, et présente un répertoire composé principalement de ballades, calypso et bossanova, ainsi que des chansons au rythme du rock et boléros. L'une des caractéristiques les plus importantes du style musical du groupe est celle de la voix contre-ténor d'Ignacio Elejalde, soutenu par Miguel Cancio, Leoncio Morúa et Eduardo Elio Hernández (El Chino), ainsi que par le guitariste Manuel Galbán. Le guitariste italien Franco Laganá incarne le groupe renommé de Renato Carosone, et devient l'un des premiers représentants de la musique à l'influence américaine à Cuba, au début des années 1960.
D'autres groupes apparaissent courant cette décennie, déjà en 1968 pour imiter les Beatles, comme Los Kent, le Pacíficos del Pre-Universitario del Vedado. Nombre de ces groupes sont autres que caucasiens et adoptent un style similaire à celui du limbo rock aux États-Unis. Il s'agissait à l'origine du « rock de rue », et cette situation se poursuivra jusqu'en 1965.

### Années 1970-1990
Le rock britannique commence à se répandre à La Havane en 1970, sur un programme de Radio Marianao intitulé Buenas Tardes juventud. Ce programme diffusait des groupes tels que les Rolling Stones, les Beatles, Dave Clark Five, The Animals, Grand Funk, Rare Earth, Led Zeppelin, Jimi Hendrix, Elvis Presley, Neil Sedaka et Paul Anka. Au début des années 1980, cette radio rejoint Radio Ciudad de La Habana.

### Années 2000-2010
En 2001, le groupe gallois Manic Street Preachers est invité à jouer à Cuba, et Fidel Castro assiste à son concert avec d’autres autorités gouvernementales.
Dans les années 2010, Rick Wakeman, Sepultura et Audioslave jouent à La Havane, et les Rolling Stones donnent un concert historique, qui devient l'événement rock le plus important de Cuba depuis le début de la Révolution en 1959.
Un nouveau phénomène se produit en 2013, lorsque plusieurs groupes de metal rock commencent à émigrer aux États-Unis⁣⁣, créant un scénario parallèle aux groupes Agonizer, Escape, Ancestor, Hypnosis, Suffering Tool et Chlover.